# Мариан Фредриксон
Мариан Фредриксон (на шведски: Marianne Fredriksson) е шведска журналистка и писателка, авторка на произведения в жанра исторически роман.

## Биография и творчество
Мариан Лилемур Першон Фредриксон е родена на 28 март 1927 г. в Гьотеборг, Швеция, в работническо семейство. Баща ѝ е корабостроител, а майка ѝ е домакиня. Учи в пансион за момичета.
Започва журналистическата си кариера във вестник „Гьотеборг“. Среща съпруга си Свен Фредриксон, който е морски капитан. Тръгва с него да пътува и се женят през 1949 г. в Генуа. Имат две дъщери. Живеят първоначално в Рослаген.
В периода 1962-1974 г. работи за издателската къща „Ahlen & Akerlund“ в Стокхолм, където стига до главен редактор. През 1974 г. започва работа като колумнист във вестник „Свенска Дагбладет“, където в рубриката „Днешна страница“ коментира теми за психология, емоции, социални и екзистенциални въпроси. Пенсионира се през 1987 г. и се посвещава изцяло на писателската си кариера.
На 40 години преживява дълбока депресия. След 2 години лечение я преодолява и същевременно започва да пише. Първият ѝ роман „Evas bok“ (Книгата на Ева) е публикуван през 1980 г. Следват „Kains bok“ (Книгата на Каин) и „Noreas Saga“ (Сага за Нореа), които оформят поредицата „Децата на Рая“.
През 2011 г. романът ѝ „Simon och ekarna“ (Симон и дъбовете) е екранизиран в едноименния филм с участието на Бил Скарсгард, Хелен Шьохолм, Джонатан Уоктер и Ян Йозеф Лиферс.
Произведенията на писателката са преведени на 47 езика и са издадени в над 17 милиона екземпляра по света. Повечето от книгите ѝ са базирани на библейските истории. Централна тема в творчеството ѝ е приятелство, защото тя смята, че „приятелство ще бъде по-важно от любовта“ в бъдеще. Главните герои в романите ѝ са силни жени, често с психически способности. Чрез тях писателката развива тезата, че жените в древността са имали голямо влияние в религията и духовността.
Мариан Фредриксон умира от инфаркт на 11 февруари 2007 г. в Йостершер.

## Произведения

### Поредица „Децата на Рая“
- Evas bok (1980)
- Kains bok (1981)
- Noreas Saga (1983)

### Самостоятелни романи
- Paradisets barn (1985)
- Simon och ekarna (1985)
- Den som vandrar om natten (1988)
- Gåtan (1989)
- Syndafloden (1990)
- Blindgång (1992)
- Hanna och Johanna (1994) – награда за автор и книга на годината
Дъщерите на Ханна, изд.: „Обсидиан“, София (1999), прев. Теодора Джебарова, Антоанета Ковачка
- Enligt Maria Magdalena (1997)
Според Мария Магдалена, изд.: „Обсидиан“, София (2000), прев. Анюта Качева
- Flyttfåglar (1999)
- Älskade barn (2001)
Дъщерята на Елизабет, изд.: „Обсидиан“, София (2003), прев. Анюта Качева
- Skilda verkligheter (2004)
- Ondskans leende (2006)

### Документалистика
- På akacians villkor (1993) – с архитекта Бенг Варне
- Om kvinnor vore kloka skulle världen stanna (1993)
- De elva sammansvurna (1997) – с Ан Фредериксон